# Temporada de furacões no Atlântico de 1860
A temporada de furacões no Atlântico de 1860 apresentou três furacões severos que atingiram a Louisiana e a costa do Golfo dos Estados Unidos em um período de sete semanas. A temporada começou efetivamente em 8 de agosto com a formação de um ciclone tropical no leste do Golfo do México, e produziu sete tempestades tropicais e furacões conhecidos até a dissipação do último sistema conhecido em 24 de outubro. Seis das sete tempestades foram fortes o suficiente para serem consideradas furacões na atual escala de furacões Saffir-Simpson, das quais quatro atingiram o status de categoria 2 e uma atingiu a categoria 3 de furacões maiores. O primeiro furacão foi o mais forte em ventos e pressão, com ventos máximos de 201 km/h (125 mph) e uma pressão barométrica de 950 mbar (28 inHg). Até a reanálise contemporânea descobrir quatro ciclones tropicais anteriormente desconhecidos que não afetavam a terra, apenas três furacões eram conhecidos; todos os três chegaram à Louisiana, causando graves danos.
Os dois primeiros furacões a atingir a Costa do Golfo – em agosto e setembro, respectivamente – causaram inundações significativas em comunidades baixas e costeiras, causando danos graves e matando dezenas de pessoas. Em alguns casos, as águas das cheias foram superiores a 3.7 m (12 ft) de profundidade, e o centro de destruição mudava ligeiramente a cada tempestade. As plantações de cana-de-açúcar foram destruídas por esses dois sistemas, bem como pela tempestade que se seguiu no início de outubro. Propriedade e infraestrutura sofreram com os três eventos. Com a terceira tempestade que atingiu a costa, ventos extremos atingiram a cidade de Nova Orleans e arredores. Todas as outras tempestades permaneceram longe da terra sem efeitos, exceto no transporte marítimo.

## Metodologia
Antes do advento da moderna tecnologia de rastreamento de ciclones tropicais, principalmente imagens de satélite, muitos furacões que não afetavam a terra diretamente passavam despercebidos, e as tempestades que afetavam a terra não eram reconhecidas até atingirem a terra. Como resultado, as informações sobre temporadas de furacões mais antigas geralmente eram incompletas. Esforços modernos foram feitos e ainda estão em andamento para reconstruir as trilhas de furacões conhecidos e identificar tempestades inicialmente não detectadas. Em muitos casos, a única evidência de que um furacão existiu foram relatos de navios em seu caminho. No entanto, a julgar pela direção dos ventos experimentados pelos navios e sua localização em relação à tempestade, é possível identificar aproximadamente o centro de circulação da tempestade em um determinado ponto no tempo. Esta é a maneira pela qual quatro das sete tempestades conhecidas na temporada de 1860 foram identificadas pela reanálise do especialista em furacões José Fernández Partagás das temporadas de furacões entre 1851 e 1910. Partagás também estendeu as trilhas conhecidas de outros três furacões previamente identificados por estudiosos. As informações que Partagás e seu colega descobriram foram amplamente adotadas pela reanálise de furacões no Atlântico da Administração Nacional Oceânica e Atmosférica em suas atualizações no banco de dados de furacões no Atlântico (HURDAT), com alguns pequenos ajustes. HURDAT é a fonte oficial de dados de furacões como trajetória e intensidade, embora devido a uma escassez de registros disponíveis na época em que as tempestades existiam, as listas de algumas tempestades estão incompletas.
Embora existam ventos sustentados máximos máximos extrapolados com base em quaisquer relatórios disponíveis para todas as tempestades em 1860, as listagens de pressão atmosférica barométrica central mínima estimadas estão presentes apenas para as três tempestades que atingiram a costa nos Estados Unidos. À medida que as três tempestades terrestres se moviam para o interior, as informações sobre sua dissipação meteorológica eram limitadas. Como resultado, a intensidade dessas tempestades após o landfall e até a dissipação é baseada em um modelo de decadência desenvolvido em 1995 para prever a deterioração dos furacões no interior.

## Sistemas

### Furacão Um
A primeira tempestade conhecida da temporada - que também se tornaria a mais forte - está listada no banco de dados de furacões como tendo se formado em 8 de agosto no leste do Golfo do México, perto da costa oeste da península da Flórida, embora seja possível que o furacão foi relacionado a um forte vendaval encontrado por um navio em 5 de agosto durante sua viagem de Havana, Cuba para a cidade de Nova York. O ciclone se deslocou para o sudoeste por três dias, intensificando-se gradualmente para atingir uma força correspondente ao status de furacão principal de categoria 4 na atual escala de furacões Saffir-Simpson. A partir de 11 de agosto, o furacão curvou-se lentamente para o norte, depois ganhou um componente de leste em seu movimento e atingiu seu pico de intensidade com ventos máximos sustentados de 210 km/h (130 mph) por volta do meio-dia.
Chegando à costa em um ângulo "oblíquo", a tempestade cruzou a costa na moderna Burrwood, Louisiana, e atravessou o delta do rio Mississippi. A tempestade atingiu a costa do Mississippi entre Biloxi e Pascagoula no início de 12 de agosto. O furacão enfraqueceu rapidamente à medida que continuou para o interior e virou para o leste, provavelmente se deteriorando abaixo do status de tempestade tropical enquanto sobre o sul da Geórgia, embora como o banco de dados de furacões não utilize o status de depressão tropical para tempestades antes de 1871, ele está listado como mantendo a intensidade da tempestade tropical como cruzou o sudeste dos Estados Unidos; em 14 de agosto, ele havia ressurgido no oeste do Oceano Atlântico. Relatórios de navios nas proximidades do sistema indicam que ele recuperou alguma força uma vez em águas abertas, embora tenha persistido apenas mais alguns dias antes de desaparecer nos registros.
Condições de tempestade atingiram Nova Orleans, Louisiana, em 11 de agosto, com ventos de até aproximadamente 80 km/h (50 mph) e chuvas intensas. O furacão causou muitos danos em todo o sudeste da Louisiana. Pelo menos 35 a 40 pessoas morreram afogadas quando uma comunidade de baixa altitude no extremo leste do Lago Pontchartrain foi inundada com águas de até 3.7 m (12 ft), resultado de ventos intensos e persistentes gerando uma maré de tempestade significativa. Foi relatado que na cidade "quase não resta uma casa". Um cais da ferrovia perto do lago foi amplamente destruído e outro assentamento chamado Milneburg foi inundado; moradores foram resgatados de barco. Na freguesia de Plaquemines, onde vastas áreas de terra ficaram submersas, o furacão foi o mais forte desde 1812. Pelo menos 20 pessoas adicionais se afogaram, embora se suspeitasse que, como até 200 pescadores ao longo do rio Mississippi teriam extrema dificuldade em encontrar abrigo em meio às águas que subiam rapidamente, o número de mortos provavelmente foi substancialmente maior. A tempestade arrasou canaviais por toda a freguesia: "os que sabem dirão que aqui se farão dois mil barris de açúcar a menos", segundo um relato pós-tempestade. As perdas monetárias com a destruição totalizaram mais de $ 250.000. As plantações de arroz e milho também foram arruinadas e 300 cabeças de gado morreram afogadas na enchente da Ilha Cat.
Em La Balize (agora conhecida como Pilottown ), as condições meteorológicas sinistras na noite de 9 de agosto precederam o início do acúmulo de nuvens e "uma tempestade violenta", caracterizada pelo aumento do mar e torrentes de chuva e vento, de modo que a água foi conduzida sob as telhas do telhado. , "não deixando um ponto seco para colocar nossas cabeças". A água do mar inundou a cidade durante a noite de 10 de agosto, e só por volta do meio-dia a tempestade cedeu e as águas baixaram com uma mudança nos ventos. Os danos materiais foram generalizados e muitas árvores foram derrubadas. O furacão encalhou várias embarcações, destruiu cais e infligiu perdas que "dificilmente podem ser estimadas", mas foram inicialmente avaliadas em até $ 10.000. Não houve mortes em Balize. Mais abaixo na trilha da tempestade, Biloxi, Mississippi, experimentou um vendaval que começou na manhã de 11 de agosto e durou até o início da manhã seguinte. As marés correram 3.0 m (10 ft) acima da média em Biloxi, e em Mobile, Alabama, os residentes também encontraram chuvas causadas pelo vento vazando "através de rachaduras e fendas antes desconhecidas" em residências "sempre à prova d'água para chuveiros comuns". As águas subiram o suficiente para causar pequenas inundações, mas não com a mesma gravidade das que ocorreram em outras áreas. Condições de fortes tempestades se estenderam até o leste de Pensacola, Flórida, onde 7,700 mm (303 in) de chuva caiu, acompanhada de trovões e relâmpagos frequentes. O número total de mortos pelo furacão foi de pelo menos 47.

### Furacão Dois
Mais de uma semana após a dissipação do primeiro sistema, outra tempestade tropical se formou a leste da Flórida em 23 de agosto. A tempestade seguiu geralmente para o nordeste, aproximadamente paralela à costa leste dos Estados Unidos, atingindo o pico com ventos sustentados de 169 km/h (105 mph) em 25 de agosto. Esses ventos o tornariam um furacão de categoria 2 na escala de furacões Saffir-Simpson. Continuando na mesma direção geral, o furacão começou a enfraquecer logo após atingir o pico de intensidade, e os últimos dados oficiais da tempestade o colocam a leste da Nova Inglaterra em 26 de agosto. O furacão não foi detectado até que uma reanálise moderna reconstruiu seu caminho com base em relatórios de navios na área. Em 24 de agosto, o navio Mary Rusell encontrou a tempestade e sofreu alguns danos. Um dia depois, um forte vendaval de sudeste deixou o navio Rocius em uma "condição de afundamento"; seu capitão e tripulação foram resgatados pela tripulação do Zurich.

### Furacão Três
A terceira tempestade descoberta na reanálise contemporânea foi identificada com base em relatórios meteorológicos de um único navio, o Ocean Spray, que experimentou um vendaval de nordeste mudando para noroeste em 11 de setembro. Dada a intensidade dos ventos, estima-se que o ciclone tenha sido um furacão de categoria 1, embora devido a uma quase total falta de informação no sistema, sua trajetória seja desconhecida, com exceção de um único conjunto de coordenadas bem a sudeste de Terra Nova.

### Furacão Quatro
Um furacão em meados de setembro afetou algumas das mesmas áreas ao longo da costa norte do Golfo do México como o furacão de agosto. Foi detectado pela primeira vez na noite de 10 de setembro no sudeste do Golfo, embora seu rastro possa estar longe do movimento real da tempestade devido à falta de informações disponíveis. Seu primeiro ponto de dados no banco de dados de furacões o lista como possuindo ventos sustentados de 160 km/h (100 mph), colocando-o na categoria 2 de intensidade na escala de furacões Saffir-Simpson. A tempestade seguiu uma ampla curva para o norte através do Golfo do México central, atingindo a costa ao longo do delta do rio Mississippi, na Louisiana, na noite de 14 de setembro. Ele continuou em direção ao norte-nordeste, dissipando-se em 16 de setembro.
Mais uma vez, Balize, Louisiana, estava diretamente no caminho do furacão e sofreu muito como consequência. A tempestade durou desde a tarde de sexta-feira, 14 de setembro, até o final da manhã de sábado. Relatórios locais indicam que chuva forte e grande granizo caíram em associação com o ciclone e, em Balize, quase todas as estruturas foram destruídas; Todos os edifícios que resistiram aos ventos iniciais foram varridos pela inundação que se seguiu. As enchentes mataram dez pessoas em um único local na paróquia de Plaquemines. Moradores das comunidades mais atingidas foram forçados a caminhar em segurança, em alguns casos com água na altura dos ombros. Os ventos do norte levaram a água do Lago Pontchartrain, que já havia sido construída pelos ventos do nordeste para o sul, sobre pequenas cidades pesqueiras e turísticas ao longo da margem sul do lago. Galpões, cais e casas de banho ao longo dessa seção do lago foram destruídos. Várias pessoas morreram afogadas na enchente que cobriu a parte baixa da Paróquia de Plaquemines. O furacão levou vários navios, incluindo o vapor Galveston, à costa.
Um artigo publicado no The Times-Picayune comparou este furacão com o ciclone de agosto, observando que as duas tempestades eram de intensidade semelhante e, embora o sistema de setembro não durasse tanto tempo em nenhum local, a hidrologia desempenhou um papel mais significativo: " em agosto os pântanos estavam quase secos e as águas do lago encontraram uma saída natural; enquanto ontem, o pântano estava cheio, a água subiu nas ruas de Milneburgh e cobriu a linha férrea por alguma distância." Em Nova Orleans, fortes chuvas e rajadas de vento foram relatadas, mas nenhuma inundação foi observada. O pior dano do furacão provavelmente ocorreu em Biloxi, onde o próprio litoral foi alterado em até 6.1 to 9.1 m (20 to 30 ft) e o farol foi arrastado para o mar. Um hotel desabou em meio ao desastre, matando pelo menos uma pessoa, e destroços soltos cobriram a cidade. Em East Pascagoula, Mississippi, o mar subiu muito além de qualquer tempestade em cerca de 40 anos, e um cais próximo foi totalmente destruído. As estimativas iniciais colocaram o dano total na área em $ 40.000. A tempestade foi igualmente severa em Mobile, Alabama, e a maior parte dos $ 1 milhão em perdas foi devido ao algodão perdido armazenado em cais inundados. Em Pascagoula, a água teria subido 2.1 m (7 ft) em 20 minutos.

### Tempestade tropical Cinco
A quinta tempestade conhecida do ano foi outro ciclone identificado pela primeira vez na reanálise pós-temporada. Formando-se em 18 de setembro bem ao norte de Porto Rico, os esforços feitos para reunir as observações de vento dos navios revelam uma trilha que se curvava para o noroeste, passando a meio caminho entre a costa leste dos EUA e as Bermudas antes de seguir para o nordeste. Com base nas informações disponíveis, estima-se que o ciclone tenha permanecido em intensidade de tempestade tropical durante toda a sua existência. Foi observado pela última vez a sudeste da Nova Inglaterra em 21 de setembro.

### Furacão Seis
O terceiro furacão era conhecido por ter existido antes da reanálise formada no centro-sul do Golfo do México. Ludlum (1963) descreve a tempestade ao longo da Costa do Golfo, mas uma reconstrução de sua trajetória mais ao sul, incluindo sua intensificação, foi possível graças a relatórios de navios. Em particular, uma escuna ao longo da costa da Península de Yucatán encontrou condições tempestuosas por volta de 30 de setembro com ventos de sudeste e foi conduzida para o norte através do Golfo. A tempestade moveu-se para o norte por alguns dias, atingindo seu pico com ventos de 169 km/h (105 mph) na madrugada de 2 de outubro. Provavelmente atingiu a bacia de Atchafalaya por volta do meio-dia de 2 de outubro antes de passar a oeste de Nova Orleans, enfraquecendo para uma tempestade tropical antes de se mover para o centro do Mississippi. Ventos fortes em Nova Orleans duraram mais de 24 horas.
A área de Nova Orleans foi atingida com mais força do que nas duas tempestades anteriores que atingiram a Costa do Golfo; as áreas mais densamente povoadas estavam agora localizadas no semicírculo leste da tempestade, que é um dos quadrantes mais intensos. Moradores da Paróquia de Plaquemines, Louisiana, relataram que a tempestade foi o pior evento de vento que já experimentaram. Coincidindo com o início da temporada anual de produção de açúcar, a tempestade destruiu vastos campos de cana-de-açúcar ao sul e sudoeste de Nova Orleans e destruiu muitos galpões usados para armazenar equipamentos agrícolas. Ventos em toda a região centro-sul da Louisiana infligiram "destruição sem paralelo", causando grandes danos estruturais. Foi relatado que era quase impossível andar pelas ruas da cidade no auge da tempestade; os ventos vieram com mais 130 mm (5 in) de chuva. Treze pessoas morreram no furacão em Nova Orleans. Um prédio de tijolos de cinco andares sucumbiu à força do furacão e caiu na cidade abaixo; presos em seu caminho estavam dois outros edifícios. Este incidente em particular matou duas pessoas. Muitos outros edifícios tiveram telhados danificados e vidros quebrados, e telégrafos e fios da polícia foram derrubados.
Os ventos de leste criaram uma tempestade no lago Pontchartrain e inundaram as áreas leste e norte de Nova Orleans. A dinâmica da cheia foi considerada "sem precedentes", tendo ficado a 121 km (075 mi) do rio Mississipi. As águas da enchente subiram até o início de 4 de outubro, quando começaram a diminuir lentamente. A Jackson Railroad, na margem oeste e noroeste do lago, foi inundada até uma profundidade de 1.5 m (5 ft) e 18 km (11 mi) de pista foram destruídos. Numerosas famílias residentes perto da ferrovia foram forçadas a deixar suas casas e buscar abrigo com o início do aumento das águas. Numerosos barcos de carvão e barcos a vapor foram inundados e afundados em torno de Baton Rouge, que experimentou seu primeiro forte furacão em muitos anos. Inúmeras árvores foram arrancadas ao longo do Mississippi, e os danos às plantações continuaram a prevalecer mais ao norte. Natchez viu os ventos mais fortes na cidade desde um tornado em 1840 e, embora o furacão tenha atingido mais a oeste do que os dois anteriores, ventos fortes ainda se estendiam para o leste até Pensacola.

### Furacão Sete
A última tempestade conhecida da temporada existiu no final de outubro e seguiu aproximadamente o mesmo caminho da tempestade tropical cinco, formando-se na bacia do Atlântico sudoeste e curvando-se para o norte entre os Estados Unidos e as Bermudas. Seu rastro só é conhecido entre 20 e 24 de outubro e também não foi reconhecido até posterior reanálise. Foi determinado ter atingido a equivalência da intensidade do furacão de categoria 2 com base em relatórios de muitos navios. Seu último ponto de dados o coloca a sudeste da Nova Escócia no início de 24 de outubro. Acredita-se que o furacão tenha sido apenas uma ameaça aos interesses da navegação, e vários navios encontraram condições perigosas em associação com o ciclone. Algumas embarcações sofreram danos significativos: o Gondar experimentou ventos "com tanta violência que o mastro galante superior foi quebrado pela tampa, a vela mestra explodiu em pedaços e o navio foi jogado nas extremidades da trave".